# Casanova del Pujol
La Casanova del Pujol (escrit també Casa Nova del Pujol) és una masia, actualment enrunada, del poble de la Coma, al municipi de la Coma i la Pedra, a la Vall de Lord (Solsonès).